# 縫い目
「縫い目」（ぬいめ）は、日本のシンガーソングライター・上野大樹の楽曲。

## 概要
楽曲はカンテレ・フジテレビ系の月10ドラマ『アンメット-ある脳外科医の日記-』オープニング曲。

## 収録曲
| #  | タイトル   | 作詞     | 作曲     | 時間 |
| -- | ---------- | -------- | -------- | ---- |
| 1. | 「縫い目」 | 上野大樹 | 上野大樹 | 3:36 |

## ミュージック・ビデオ
「縫い目」Music Video
2024年4月22日21時00分にYouTubeにて公開。
2024年6月17日午前0時過ぎに100万再生を達成。
「縫い目」Studio Live
2024年6月24日にYouTubeにて公開。